# Jazz und Modern Dance
Jazz und Modern Dance (JMD) ist eine junge Tanzsportart, die sich durch Kunst und Sport auf der Tanzfläche ausdrückt. Der Tanzstil hat eine Entwicklung von mehreren Jahrzehnten durchgemacht. Der Jazz Dance beinhaltet Elemente aus afrikanischen, europäischen und amerikanischen Tanzstilen. Vor allem den USA hat er sich in der Auseinandersetzung und Verbindung von weißem und schwarzem Tanz entwickelt. Es begann mit der Sklavenverschleppung von Afrika nach Nord- und Südamerika und setzte sich bis zur Tanzmusik und dem Showbusiness durch. Durch die Verbindung von Elementen des Ausdruckstanzes, Modern Dance und Jazz Dance ergeben sich sehr freie und vielfältige Möglichkeiten.

## Merkmale
Typische Merkmale des Jazz Dance sind Polyrhythmik und Polyzentrik, Multiplikation, Opposition und Parallelismus, sowie intuitive Spontaneität und Interaktion durch Improvisation. Jazz Dance hat das Merkmal, dass es keine festgelegte Form gibt, und ist daher für andere Stile offen. Weiterhin werden von der Folklore über Klassik bis zu Sport und Akrobatik im Jazz Dance verarbeitet. Die Grundlagen des heutigen Modern Dance legten die Schulen der amerikanischen Choreographin Martha Graham und des Choreographen José Limon. Es gibt Prinzipien, aus denen Techniken abgeleitet werden können:
- Prinzip der Ein- und Ausatmung: Daraus resultiert die Technik contraction/release (Zusammenziehen/Lösen)
- Prinzip der Schwerkraft: Daraus resultiert die Technik fall/recovery
- Prinzip des Gleichgewichts: Daraus resultiert die Technik balance/off-balance.

„Impuls“ und „Führung“ sind weitere wichtige Begriffe in diesem Zusammenhang. Wie auch im Jazz Dance spielt das Einbeziehen der Raumdimensionen eine große Rolle. Die Gemeinsamkeiten von Modern Dance und Jazz Dance bestehen darin, dass in beiden Tanzstilen die Bewegungs- und Ausdrucksgrenzen durch die Anatomie oder die Phantasie des Tänzers bestimmt werden.
Das heutige Tanztheater ist eine Spielwiese verschiedener Darstellungsarten der Kunst. Elemente aus dem Ballett, Jazz Dance, Volkstanz und Improvisation verschmelzen mit Theater und Performance.

## JMD-Turniere
Die ersten Formationsturniere in dieser Tanzsportart fanden in Hessen statt – 1976 die erste Hessenmeisterschaft. Bereits 1988 griff der Deutsche Tanzsportverband (DTV) die Idee des Hessischen Tanzsportverbandes (HTV) auf und bildete einen Ausschuss, um die Regeln für die Turnier- und Sportordnung des DTVs zu erstellen. Bereits 1989 wurden bundesweit Ausscheidungsturniere veranstaltet, um eine Ligaeinteilung vornehmen zu können, damals noch ohne die Ostverbände. Ein Jahr später waren 101 Formationen in drei Ligabereichen am Start, und die erste Deutsche Meisterschaft wurde in Frankfurt ausgetragen.
Mittlerweile sind in vier Ligabereichen Nord-Ost, West, Süd und Süd-Ost mehr als 400 Formationen von der Landesliga bis zur 1. Bundesliga am Start und es werden jedes Jahr mehr. Jazz und Modern Dance wird mittlerweile bundesweit von mehreren tausend Jugendlichen und Erwachsenen ausgeübt. Die „Ligen-Pyramiden“ stellen den Aufbau der deutschen Ligensysteme der Saison 2014 des DTV schematisch dar:
| Die Bundesligen   | 1. Bundesliga                                      | 1. Bundesliga                | 1. Bundesliga               | 1. Bundesliga               | 1. Bundesliga                 | 1. Bundesliga                 | 1. Bundesliga                  |  |  |
|                   | Relegation (im Rahmen der Deutschen Meisterschaft) |                              |                             |                             |                               |                               |                                |  |  |
|                   | 2. Bundesliga Nord-Ost/West                        | 2. Bundesliga Nord-Ost/West  | 2. Bundesliga Nord-Ost/West | 2. Bundesliga Nord-Ost/West | 2. Bundesliga Süd-Ost         | 2. Bundesliga Süd-Ost         | 2. Bundesliga Süd-Ost          |  |  |
|                   |                                                    |                              |                             |                             |                               |                               |                                |  |  |
| Die Regionalligen | Regionalliga Nord-Ost                              | Regionalliga Nord-Ost        | Regionalliga West           | Regionalliga West           | Regionalliga Süd              | Regionalliga Süd-Ost          | Regionalliga Süd-Ost           |  |  |
|                   |                                                    |                              | Relegation                  |                             |                               |                               |                                |  |  |
| Die Oberligen     | Oberliga Nord-Ost                                  | Oberliga Nord-Ost            | Oberliga I West             | Oberliga II West            | Oberliga Süd                  | Oberliga I Süd-Ost            | Oberliga II Süd-Ost            |  |  |
|                   |                                                    |                              | Relegation                  |                             |                               |                               |                                |  |  |
| Die Verbandsligen | Verbandsliga Nord-Ost                              | Verbandsliga Nord-Ost        | Verbandsliga I-III West     | Verbandsliga I-III West     | Verbandsliga I-III Süd        | Verbandsliga I Süd-Ost        | Verbandsliga II Süd-Ost        |  |  |
|                   |                                                    |                              | Relegation                  |                             |                               |                               |                                |  |  |
| Die Landesligen   | Landesliga I Nord-Ost                              | Landesliga II Nord-Ost       | Landesliga I-IV West        | Landesliga I-IV West        |                               | Landesliga Süd-Ost            | Landesliga Süd-Ost             |  |  |
|                   |                                                    |                              |                             |                             |                               |                               |                                |  |  |
| Jugend            |                                                    |                              |                             |                             |                               |                               |                                |  |  |
| Die Verbandsligen | Jugend Verbandsliga Nord-Ost                       | Jugend Verbandsliga Nord-Ost | Jugend Verbandsliga West    | Jugend Verbandsliga West    | Jugend Verbandsliga I-III Süd | Jugend Verbandsliga I Süd-Ost | Jugend Verbandsliga II Süd-Ost |  |  |
|                   |                                                    |                              | Relegation                  |                             |                               |                               |                                |  |  |
| Die Landesligen   |                                                    |                              | Jugend Landesliga I-IV West | Jugend Landesliga I-IV West |                               |                               |                                |  |  |
|                   |                                                    |                              |                             |                             |                               |                               |                                |  |  |
| Kinder            |                                                    |                              |                             |                             |                               |                               |                                |  |  |
|                   |                                                    |                              | Kinderliga I West           | Kinderliga II West          | Kinderliga I-II Süd           | Kinderliga I Süd-Ost          | Kinderliga II Süd-Ost          |  |  |

Das Ligagebiet Nord-Ost umfasst die Landestanzsportverbände Berlin, Brandenburg, Bremen, Hamburg (HATV), Mecklenburg-Vorpommern (TMV), Niedersachsen (NTV) und Schleswig-Holstein (TSH); das Ligagebiet Süd umfasst die Landestanzsportverbände Baden-Württemberg (TBW), Bayern (LTVB), Rheinland-Pfalz (TRP) und Saarland (SLT); das Ligagebiet Süd-Ost umfasst die Landestanzsportverbände Hessen (HTV), Sachsen (TVS), Sachsen-Anhalt (TVSA) und Thüringen (TTSV); das Ligagebiet West umfasst den Tanzsportverband Nordrhein-Westfalen (TNW).
Seit einigen Jahren gibt es im Rahmen des Deutschen Tanzsportverbandes (DTV) auch Wettbewerbe (Ranglistenturniere) in den Wettbewerbsarten Solo, Duo und Small Group. In einer Formation starten national sechs bis zwölf, international bis zu 24 Tänzerinnen und Tänzer; eine Small Group besteht aus drei bis sieben Tänzerinnen und Tänzern.
Im Bereich Formationen werden Deutsche Meisterschaften sowohl im Bereich Jugend (alle Tänzer/-innen unter 16 Jahren) als auch für die Hauptgruppe (keine Altersbeschränkung) ausgetragen. Die Qualifikation läuft für die Jugend-Meisterschaft über die Ranglisten der Jugendverbandsligen und zwei Regionalmeisterschaften, für die Meisterschaft der Hauptgruppe über die Turniere der 1. und 2. Bundesliga. Für die Wettbewerbsarten Solo, Duo und Small Group sowie im Bereich Formationen Kinder (alle Tänzer/-innen unter 12 Jahren) wird jährlich jeweils ein Deutschland Cup ausgetragen. Wettbewerbe der Hauptgruppe II (national: alle Tänzer/-innen mind. 25 Jahre alt / international: alle Tänzer/-innen mind. 30 Jahre alt) etablieren sich noch.
Bei den Deutschen Meisterschaften und Deutschland Cups werden die Startplätze für die Weltmeisterschaften der International Dance Organization (IDO), die jährlich stattfinden und die Turnierarten Jazz Dance und Modern Dance – anders als in Deutschland – getrennt austanzen, vergeben. Erfolgreichster Verein Deutschlands ist der TSC Blau-Gold Saarlouis mit der Mannschaft „autres choses“, die bislang 15 deutsche Meisterschaften und die Weltmeisterschaften 2011 im Wettbewerb Small Group gewann.
Im Jahr 2012 wurden die IDO-Weltmeisterschaften Jazz Dance und Modern Dance sowie der World Cup Ballett erstmals an den DTV als Ausrichter vergeben; sie fanden in der Ballsporthalle in Frankfurt am Main statt. Auch im Jahr 2016 werden die IDO-Weltmeisterschaften der genannten Turnierarten durch den DTV ausgerichtet; als Veranstaltungsort war vom 25. bis 30. Oktober 2016 die Rittal Arena in Wetzlar vorgesehen.

## Wertungsgebiete und Wertungssystem
JMD-Formationen, Small Groups, Duos und Soli werden im Deutschen Tanzsportverband seit der Saison 2014 in drei Wertungsgebieten bewertet:
- Präsentationsfähigkeit (Ausstrahlung, Aufmachung, Synchronität, Interaktion, Zusammenspiel in der Gruppe)
- Technik (korrekte Bewegungsausführung, Schwierigkeit, Kondition)
- Choreographie (Stil, Kreativität, Spannungsbogen).

Jeder Wertungsrichter vergibt in jedem Wertungsgebiet pro Starter ein bis zehn Punkte, wobei eine Punktzahl mehrfach vergeben werden kann. Die Bewertung erfolgt vergleichend und nicht (wie im Turnen) absolut.
Rundenabwicklung Formationswettbewerbe: Der Wertungsrichter addiert für jede Formation die Punkte. In den Vor- und Zwischenrunden vergibt er anhand der Summe ein Kreuz an die Formationen mit den höchsten Punktzahlen. Er muss in einer Vorrunde zwei Drittel aller Formationen, in Zwischenrunden zwei Drittel aller Formationen, aber maximal sechs Formationen der Runde kreuzen. In der Endrunde vergibt er eindeutige Platzziffern. Durch das Majoritätssystem wird entschieden, wer welche Platzierung bekommt.
Rundenabwicklung Solo-, Duo- und Small Group-Wettbewerbe: Der Wertungsrichter addiert für jeden Starter die Punkte. In den Vor- und Zwischenrunden vergibt er anhand der Summe ein Kreuz an die Starter mit den höchsten Punktzahlen. Er muss stets die Hälfte aller Starter, in einer Zwischenrunde zur Endrunde aber maximal sechs Starter der Runde kreuzen. In der Endrunde vergibt er eindeutige Platzziffern. Durch das Majoritätssystem wird entschieden, wer welche Platzierung bekommt.